# Sportvagns-VM 1990
Sportvagns-VM 1990 vanns av Sauber-Mercedes och av förarna Jean-Louis Schlesser och Mauro Baldi.

## Delsegrare
| Bana           | Vinnare                          | Märke    |
| -------------- | -------------------------------- | -------- |
| Suzuka         | Jean-Louis Schlesser Mauro Baldi | Mercedes |
| Monza          | Jean-Louis Schlesser Mauro Baldi | Mercedes |
| Silverstone    | Martin Brundle Alain Ferté       | Jaguar   |
| Spa            | Jochen Mass Karl Wendlinger      | Mercedes |
| Dijon          | Jean-Louis Schlesser Mauro Baldi | Mercedes |
| Nürburgring    | Jean-Louis Schlesser Mauro Baldi | Mercedes |
| Donington Park | Jean-Louis Schlesser Mauro Baldi | Mercedes |
| Montréal       | Jean-Louis Schlesser Mauro Baldi | Mercedes |
| Mexico City    | Jochen Mass Michael Schumacher   | Mercedes |

## Slutställning
| Plats | Förare                           | Märke    | Poäng |
| ----- | -------------------------------- | -------- | ----- |
| 1     | Jean-Louis Schlesser Mauro Baldi | Mercedes | 49.5  |
| 2     | Jochen Mass                      | Mercedes | 48    |
| 3     | Andy Wallace                     | Jaguar   | 25    |
| 4=    | Michael Schumacher               | Mercedes | 21    |
| 4=    | Karl Wendlinger                  | Mercedes | 21    |
| 6     | Jan Lammers                      | Jaguar   | 21    |
| 7     | Martin Brundle                   | Jaguar   | 19    |
| 8     | Julian Bailey                    | Nissan   | 18    |
| 9     | Mark Blundell                    | Nissan   | 17    |
| 10    | Kenny Acheson                    | Nissan   | 11    |